# 월요드라마 시리즈
월요드라마 시리즈는 NHK 종합에서 방송 된 연속 드라마.

## 방송 목록
- 《어느 날, 폭풍처럼》
- 《꿀벌의 휴가》
- 《하트》
- 《히가시노 게이고 미스터리 <악의>》
- 《해도없는 여행》
- 《생존 사랑하는 딸을 위해》
- 《내 푸른 하늘 2002》
- 《여름날의 사랑~Summer Time~》
- 《소년들 3》
- 《결혼 도둑》
- 《나고야 불단 이야기》
- 《비색의 기억~아름다운 기억의 비밀~》
- 《후코의 라면》
- 《추라상 2》
- 《마파 두부의 여보》
- 《맹인 안내견 퀼의 일생》
- 《사랑의 집~울보 사토와 7인의 아이~》
- 《꿈꾸는 포도~책을 읽는 여자~》
- 《어제의 친구는 오늘의 적?》
- 《사랑하는 교토》
- 《키쿠테이 야오센의 사람들》
- 《농가의 신부가되고 싶어요》
- 《아내의 졸업식》
- 《지이지~손자라는 여름》
- 《추라상 3》
- 《달라 붙는 여자》
- 《오더메이드~행복색 용품점~》
- 《하지로~어머니의시, 아버지시~》
- 《지이지 2》